# Байгускарово
Байгуска́рово (рос. Байгускарово, башк. Байғусҡар) — село у складі Хайбуллінського району Башкортостану, Росія. Входить до складу Татир-Узяцької сільської ради.
Населення — 544 особи (2010; 590 в 2002).
Національний склад:
- башкири — 99%